# 鄭夢奎

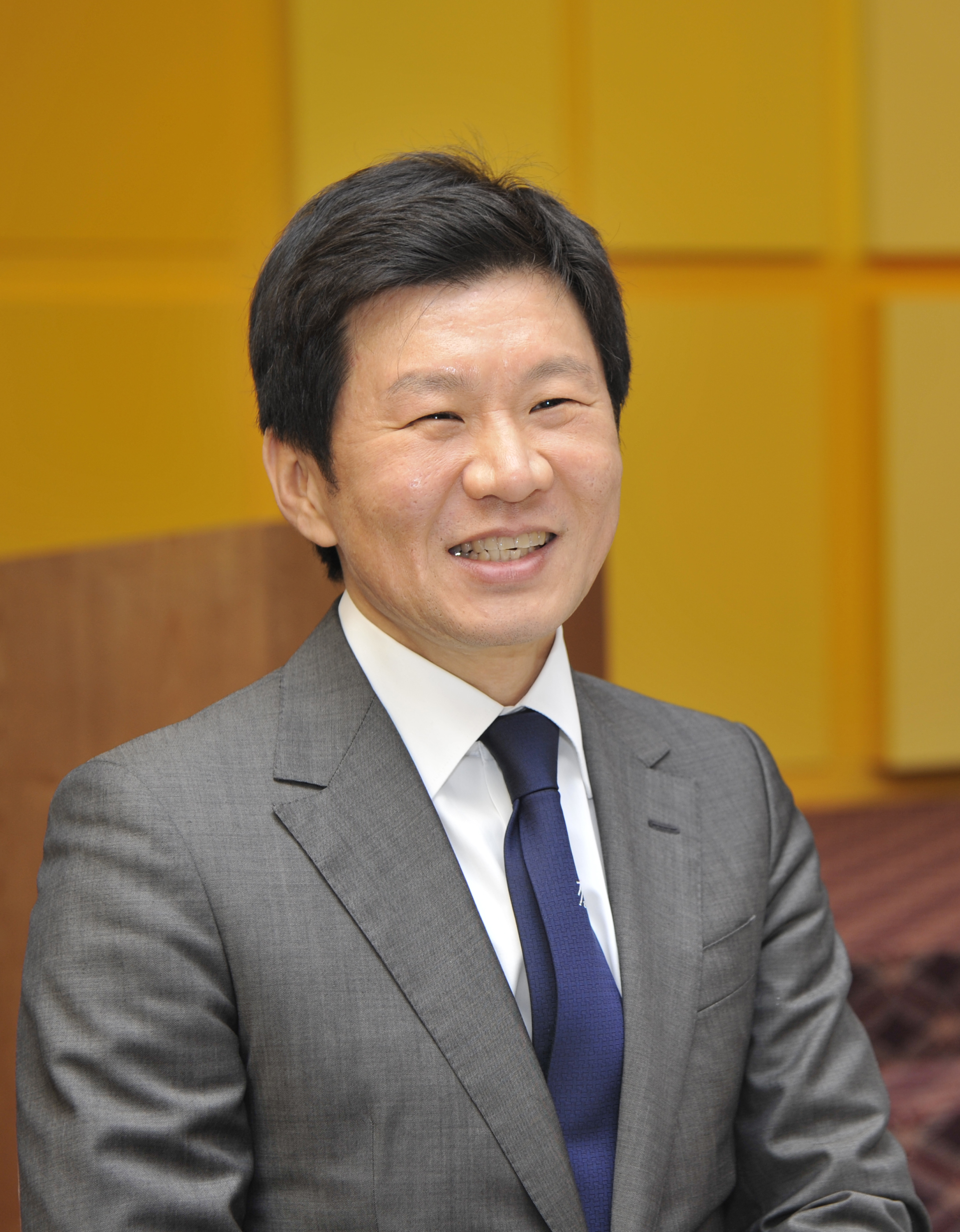
鄭夢奎

鄭 夢奎（チョン・モンギュ、정 몽규、1962年1月14日 - ）は、大韓民国の実業家。現代財閥創業者である鄭周永の甥。スポーツ界では大韓サッカー協会会長、FIFA理事などの経歴で知られる。

## 経歴
父は周永の弟・鄭世永。世永は兄から1967年創立時より現代自動車社長に任命され、その後1999年まで会長・名誉会長を務めた。
1985年に高麗大学を卒業後、1988年までイギリスのオクスフォード大学へ留学し修士課程修了。帰国直後に現代自動車へ入社し、1996年には父の跡を継ぎ同社会長となる。しかし、1997年のアジア通貨危機後は現代グループの経営不振とグループ後継者争いに巻き込まれ、1999年3月に周永の介入により鄭夢九へ経営権を譲渡し、世永・夢奎親子は現代自動車を立ち去った。代替として、現代グループで住宅建設・土木分野を担当する現代産業開発の会長・名誉会長に就任、1999年8月に現代グループを離脱する。現代産業開発は順調な経営で成長を続け企業グループを形成し、2018年にHDC現代産業開発（HYUNDAI DEVELOPMENT COMPANY）と改称した。2019年にはアシアナ航空の買収を図ったが、翌年白紙撤回した。夢九の子・鄭義宣との関係は良好であるという。
スポーツではサッカーを愛好し、1994-1996年まで蔚山現代ホランイ（蔚山現代FC）、1997-1999年まで全北現代ダイノス（全北現代モータース）のオーナーとなり、現代グループ離脱後は2000年に釜山大宇ロイヤルズ（釜山アイパーク）を入手してオーナーとなった。2011年に韓国プロサッカー連盟会長、2013年に大韓サッカー協会会長に就任、国際的にもFIFA理事、東アジアサッカー連盟会長などを歴任した。2017年、韓国・北朝鮮・中国・日本の「2030ワールドカップ共同開催」プロジェクトを表明した。2025年2月26日に行われた大韓サッカー協会会長選挙では、85パーセントの得票数を獲得し4度目の当選を果たした。会長選挙での公約としては2035年FIFA女子ワールドカップの開催を掲げていた。
2022年1月11日、光州広域市でマンションの外壁崩落事故が発生。施工していた現代産業開発は前年にも近隣でも死傷者を出す崩落事故を起こしていたこと もあり、同月17日、責任を取る形で現代産業開発の会長職を退くことを発表した。